# Knotten
Knotten är en kulle i Antarktis. Den ligger i Östantarktis. Norge gör anspråk på området. Toppen på Knotten är 850 meter över havet, eller 53 meter över den omgivande terrängen. Bredden vid basen är 1,2 km.
Terrängen runt Knotten är platt åt sydväst, men åt nordost är den kuperad. Trakten är glest befolkad. Närmaste befolkade plats är SANAE IV Station, 19,0 kilometer väster om Knotten.